# بارنی اولدفیلد
بارنی اولدفیلد (انگلیسی: Barney Oldfield؛ ‏ ۲۹ ژانویهٔ ۱۸۷۸ – ۴ اکتبر ۱۹۴۶) راننده خودروی مسابقه‌ای و بازیگر اهل ایالات متحده آمریکا بود. او از پیشگامان رقابت‌های اتومبیل رانی محسوب می شود و نامش مترادف با «سرعت» در دو دهه اول قرن بیستم بود.
پس از موفقیت در مسابقات دوچرخه‌سواری، او مسابقات اتومبیل‌رانی را در سال ۱۹۰۲ آغاز کرد و این کار را تا زمان بازنشستگی خود در سال ۱۹۱۸ ادامه داد. او نخستین مردی بود که با سرعت ۶۰ مایل در ساعت (۹۶ کیلومتر در ساعت) در یک مسیر دایره‌ای شکل رانندگی کرد.
از فیلم‌هایی که وی در آن‌ها نقش داشته است، می‌توان به شهریاران سرعت اشاره نمود.